# VMGR-234
234ème Escadron de transport et de ravitaillement (USMC)
Le Marine Aerial Refueler Transport Squadron 234 (ou VMGR-234) est un escadron d'avion ravitailleur KC-130J Hercules du Corps des Marines des États-Unis, qui fournit un service de ravitaillement en vol pour soutenir les opérations aériennes de la Marines  Forces Reserve (MFR); et assure le transport aérien d'assaut du personnel, de l'équipement et des fournitures. L'escadron, connu sous le nom de "Rangers" est stationné à la Naval Air Station Joint Reserve Base Fort Worth au Texas et fait partie du Marine Aircraft Group 41 (MAG-41) et de la 4th Marine Aircraft Wing (4th MAW).

## Historique

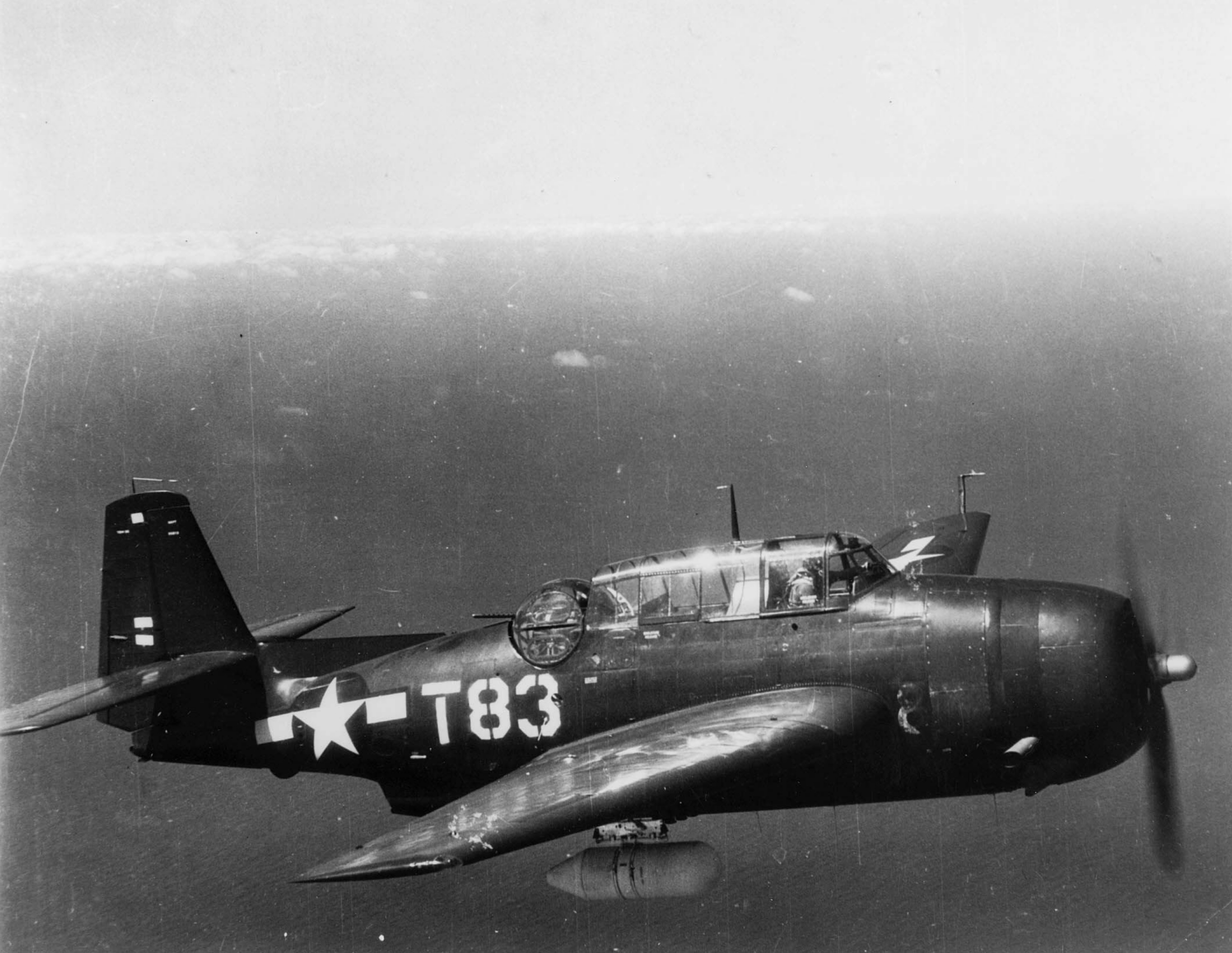
Avenger du VmTB-234 en 1945

Le Marine Scout Bomber Squadron 234 (VMSB-234) a été activé à la Marine Corps Air Station Ewa (en) à Hawaï le 1er mai 1942. L'escadron est parti pour Espiritu Santo en décembre 1942 et a commencé ses missions de combat dans le cadre de la Cactus Air Force sur Guadalcanal en janvier 1943 puis des patrouilles dans les îles Fidji, pour la bataille de Nouvelle-Géorgie et sur Bougainville. En novembre 1943, l'escadron revient à la Marine Corps Air Station Miramar, en Californie, et est renommé Marine Torpedo Bombing Squadron 234 (VMTB-234) le 14 octobre 1944. Leur nom a de nouveau été changé cette fois en VMTB(CVS)-234 pour être déployé dans le cadre du Marine Carrier Group 3 à bord de l'USS Vella Gulf (CVE-111). L'escadron est jumelé avec le VMF-513  mais ne retourne plus au combat jusqu'à la fin de la guerre. L'escadron est retourné en Californie en novembre 1945 et a été désactivé à la Marine Corps Air Station El Toro le 20 mars 1946.

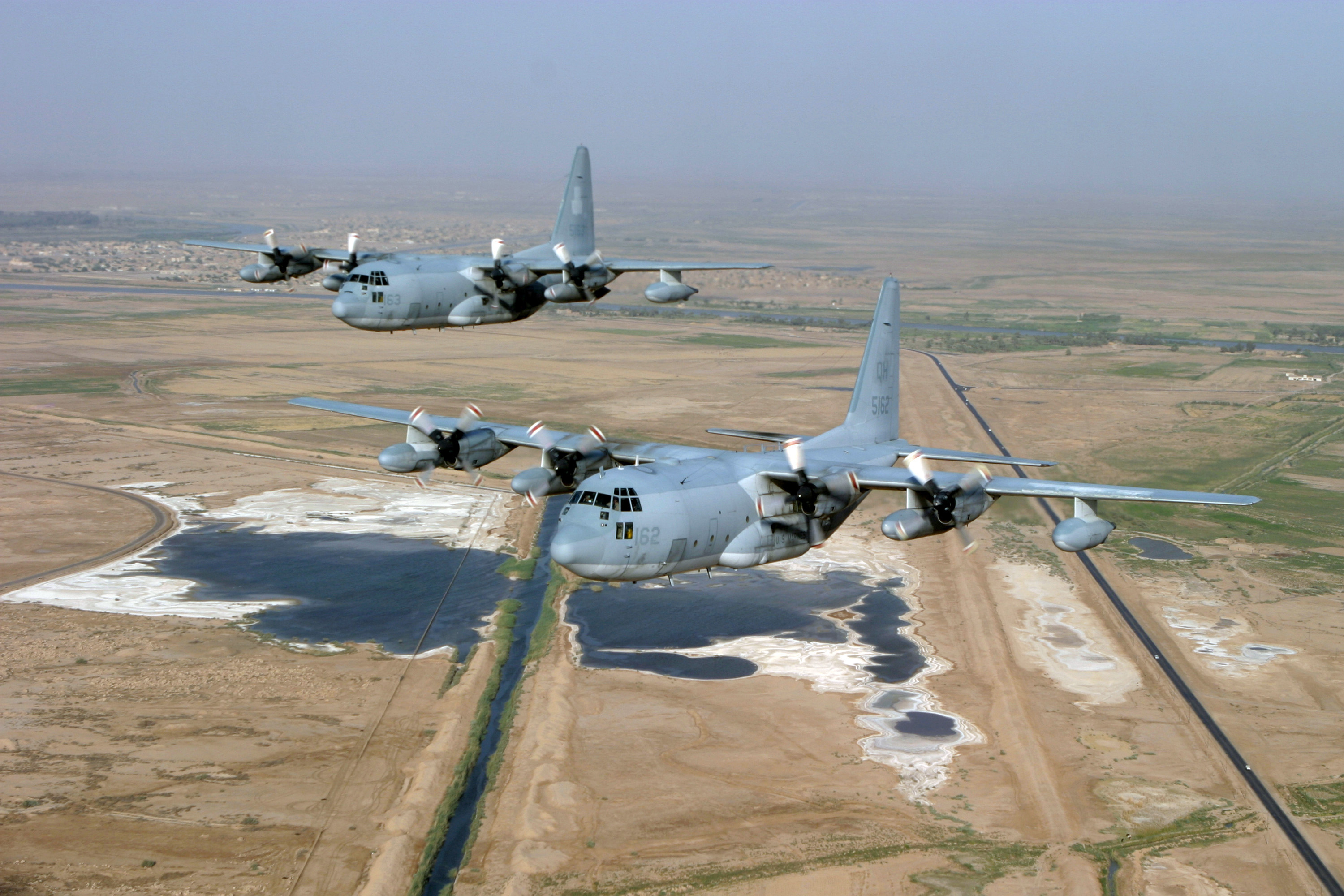
KC130 Hercules du VMGR-234 en 2007

Le 1er juillet 1947, l'unité a été réactivée sous le nom de VMF-234, à la base aéronavale de San Diego, en Californie, puis déplacée au Minneapolis–Saint Paul Joint Air Reserve Station (en).
Pendant la guerre de Corée, de nombreux membres du personnel de l'escadron ont été rappelés au service actif et affectés à d'autres escadrons.
Les années 1950 ont été une décennie de changements constants pour l'escadron, car il a été transformé en escadron d'attaque (VMA-234) avec la transition vers le F9F Panther en février 1955; puis le AD-5 Skyraider en mai 1958 ; et le C-119F Flying Boxcar en décembre 1961. L'unité a été renommée Marine Transport Squadron 234 (VMR-234) le 1er janvier 1962.
En 1975, l'unité a été équipé du  KC-130F Hercules. Il a reçu sa désignation d'escadron actuelle, Marine Aerial Refueler Transport Squadron 234 (VMGR-234), le 23 octobre 1983.
L'escadron participe à la Guerre du Golfe : Opération Tempête du désert (1991) et à la Guerre contre le terrorisme : Opération Enduring Freedom (Afghanistan - 2001) et Opération Iraqi Freedom (Irak - 2006).